# Luna llena en las rocas
Luna llena en las rocas es el título de un libro de crónicas del escritor mexicano Xavier Velasco, publicado por primera vez, por ediciones cal y arena, en el año 2000 y reeditado en el año 2005 por la editorial española Alfaguara. 

## Sinopsis
El autor Xavier Velasco toma la posición de un narrador festivo, el protagonista que apuesta por los desafíos y el amigo cómplice, para relatar 35 crónicas que tienen que ver con el ambiente festivo de los antros, bares y la vida nocturna mexicana.
Las crónicas describen la travesía nocturna de 35 antronautas, licántropos y criaturas nocturnas para revelar sus intimidades, preocupaciones, secretos y motivaciones cuando se encuentran bajo el efecto de los tragos y el calor de la fiesta. 
Cada historia narra desde la música y la diversión, hasta la seducción y el exhibicionismo que el personaje principal percibe como los momentos clave de la noche en un club nocturno. 
Con frecuencia, el narrador se encuentra en sitios de mala muerte pero con sus particulares encantos, o en antros exclusivos donde sobresale la moda y el dinero. 
La mayoría de las historias nocturnas se desarrollan en México, D.F. y algunos estados de la República Mexicana como Aguascalientes, Tijuana y Acapulco.
El autor hace uso de un lenguaje contemporáneo muy variado a lo largo de su obra.